# Théâtre national de Gênes

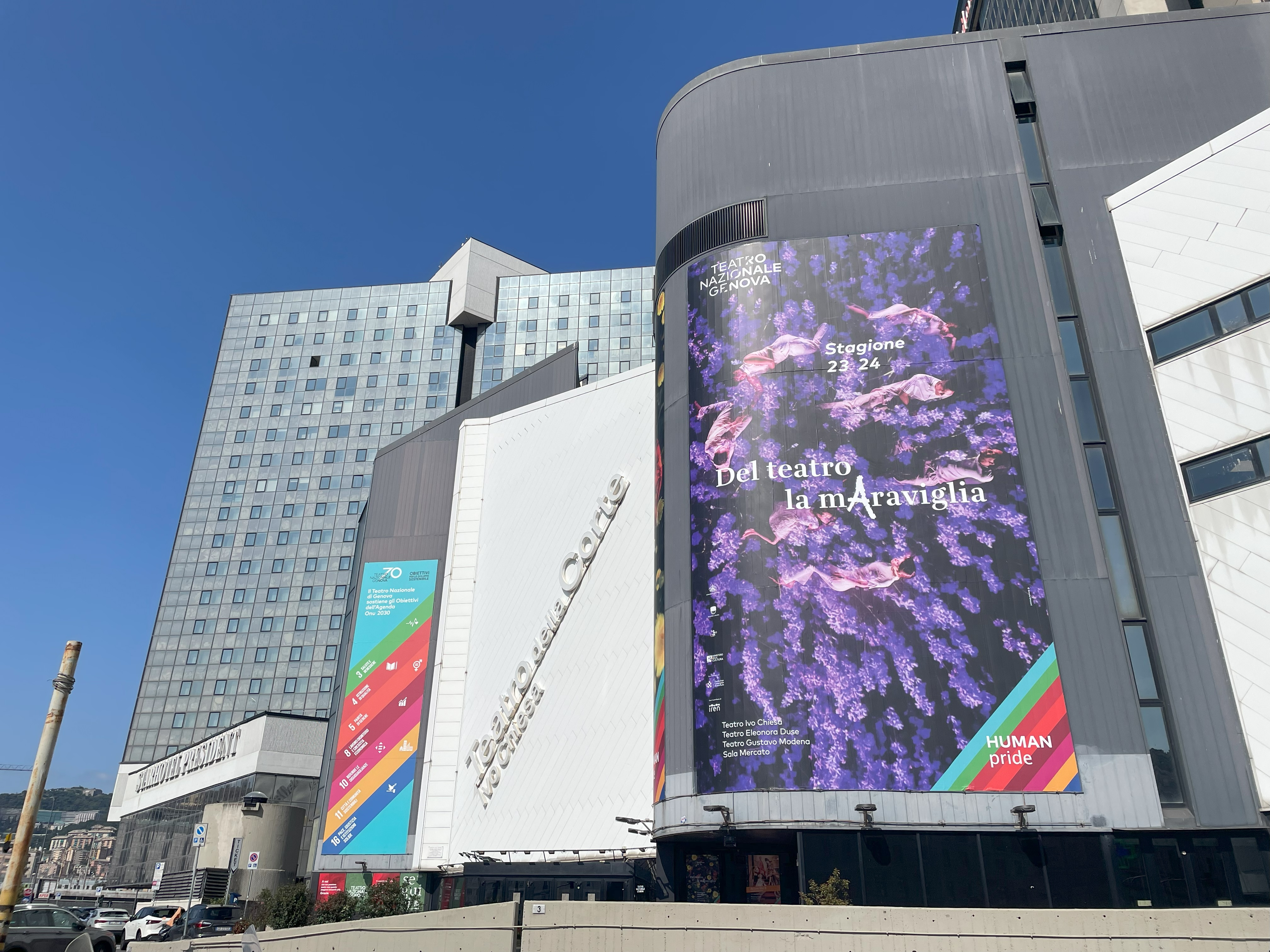
Le Théâtre Ivo Chiesa, siège du Teatro Nazionale.

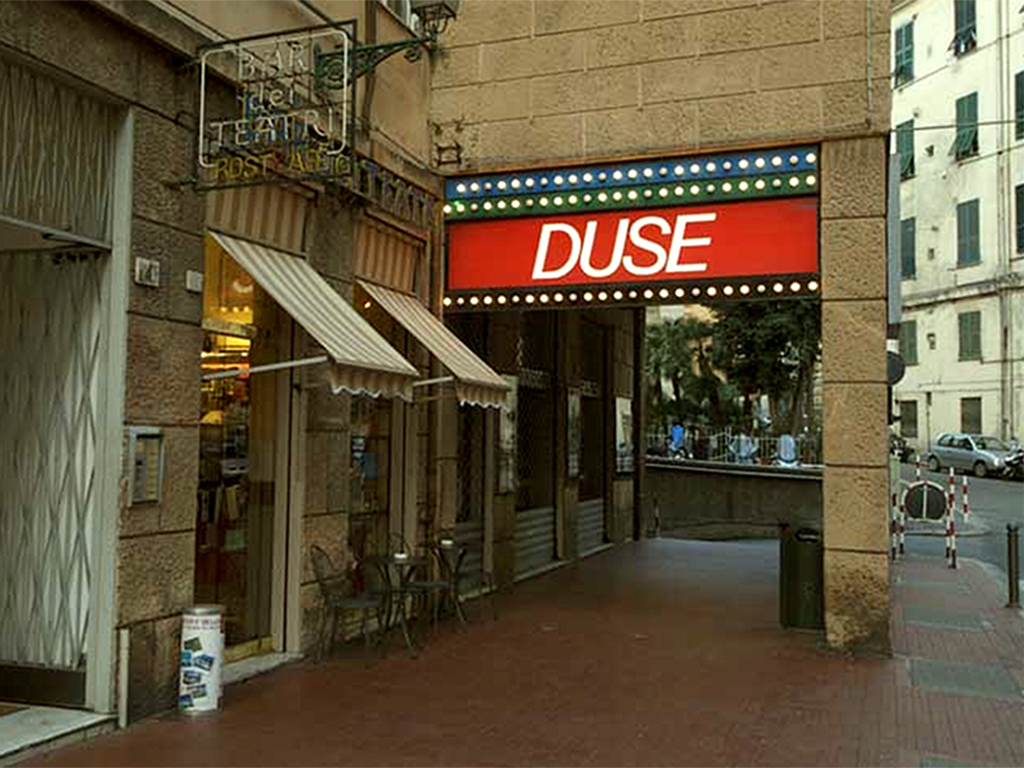
L'accès latéral au théâtre Eleonora Duse en 2013.

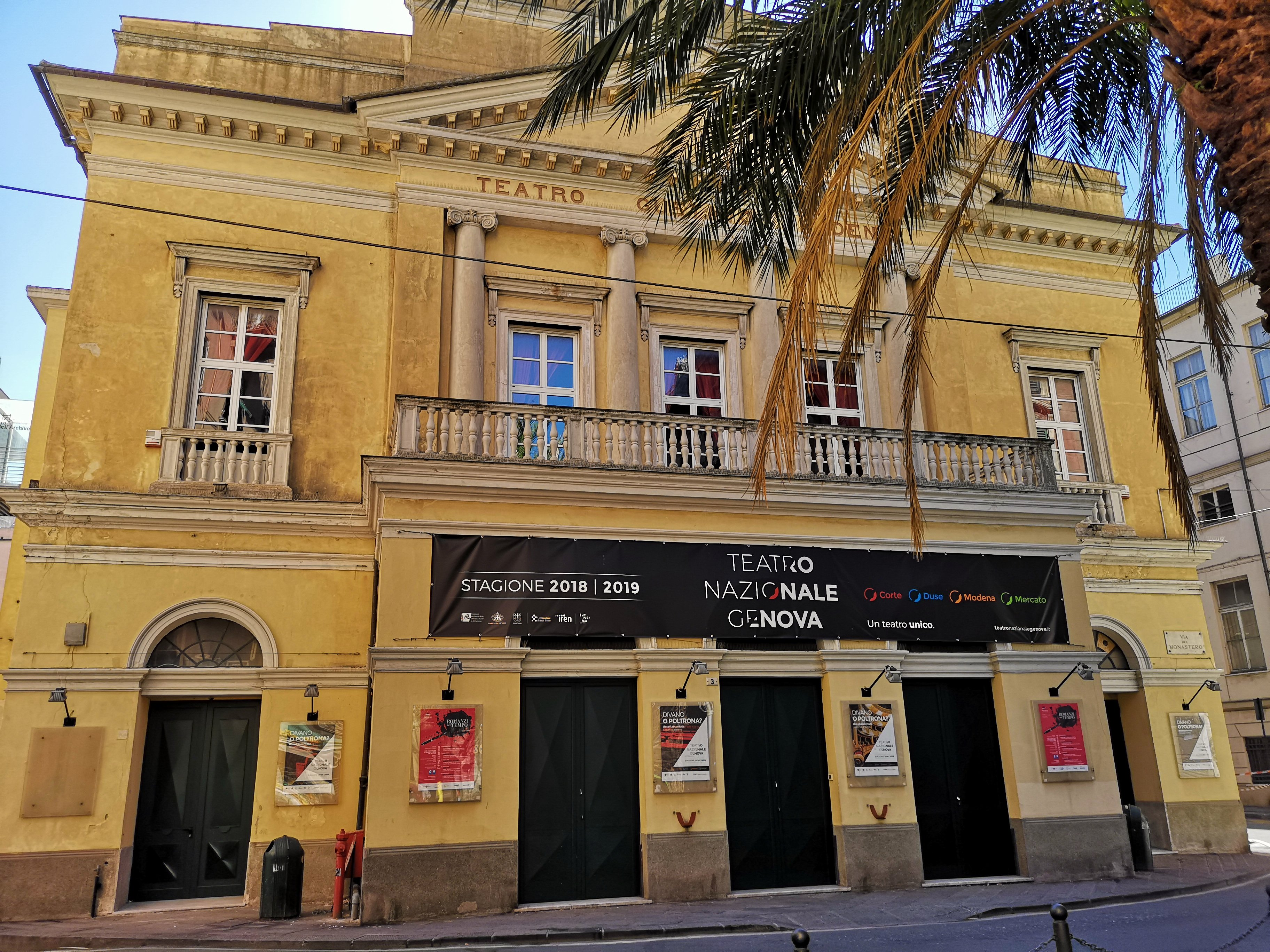
La façade du Teatro Gustavo Modena. À sa gauche se trouve le bâtiment de la Sala Mercato.

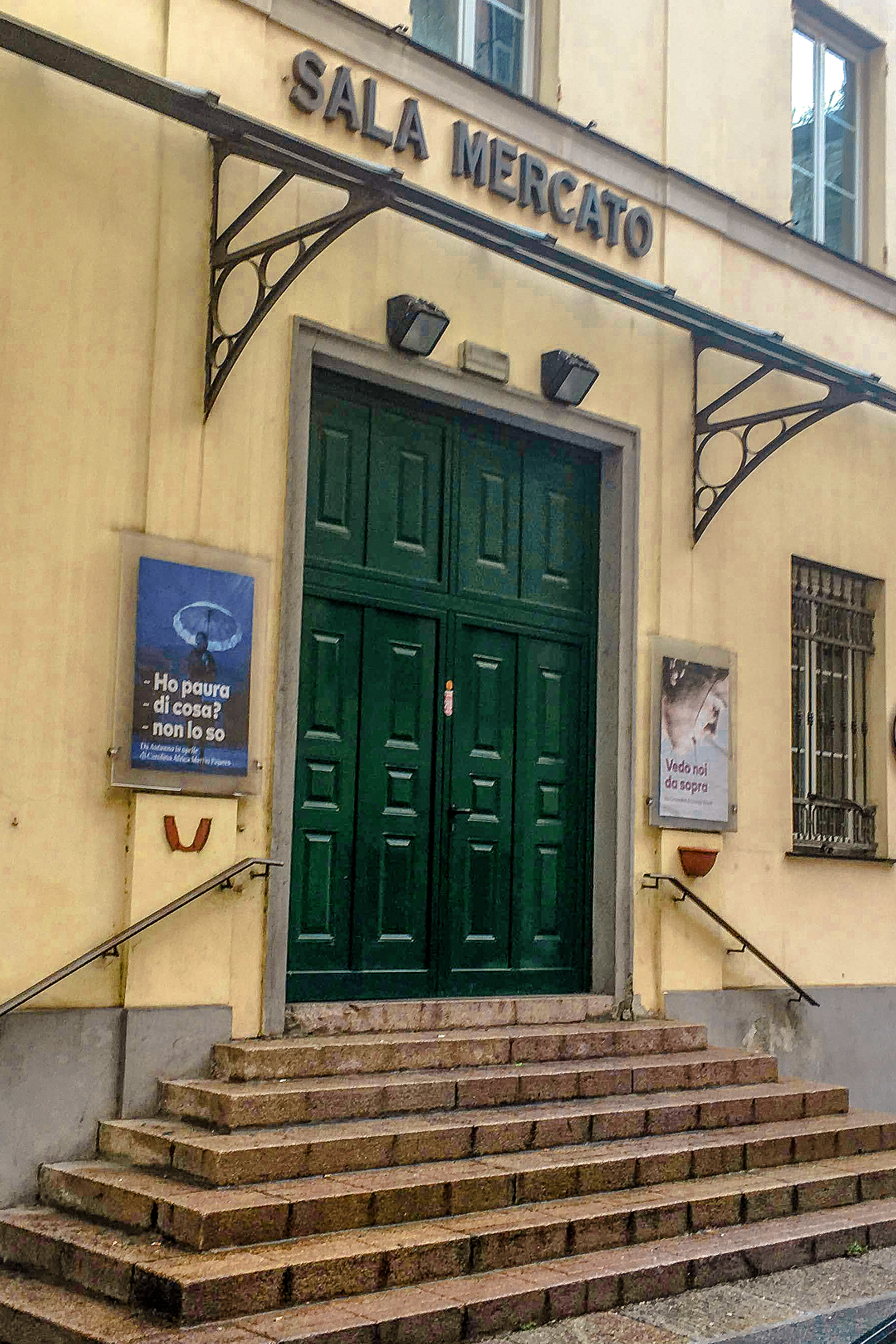
L'entrée de la Sala Mercato.

Le Théâtre national de Gênes (Teatro Nazionale di Genova), également connu sous son ancien nom de Teatro Stabile di Genova, est un théâtre italien basé dans la capitale ligure. 

## Implantations
Le théâtre national dispose de quatre salles de théâtre :  
- le Théâtre Ivo Chiesa (siège de l'organisme indépendant du Teatro Stabile di Genova)
- le Théâtre Eleonora Duse
- le Théâtre Gustavo Modena
- la Sala Mercato

Les deux premières sont situées dans le centre-ville, les deux autres dans le quartier de Sampierdarena.

## Histoire
Les bombardements aériens de la Seconde Guerre mondiale avaient détruit ou gravement endommagé les principales salles de théâtre génoises. Ainsi, les deux compagnies théâtrales qui s'étaient formées au lendemain de la guerre furent contraintes de se produire dans des lieux non professionnels. Le Théâtre expérimental Luigi Pirandello s'est produit au Théâtre Postelegrafonici, tandis que la compagnie dirigée par Aldo Trabucco s'est produite à la Casa del Mutilato.
Après quelques années, à l'initiative de Giannino Galloni et Giulio Cesare, Castello lo Sperimentale a été transformé en une entreprise stable avec le nom de Teatro d'Arte della Città di Genova. En 1949, les deux compagnies fusionnèrent et en 1951 prirent le nom de Piccolo Teatro della Città di Genova.
Le Teatro Stabile di Genova, fondé en 1951, est en fait le deuxième Teatro Stabile d'Italie, après le Piccolo de Milan. Depuis les premières saisons et surtout depuis les années 1960, le théâtre est devenu l'une des pierres angulaires de sa ville et du théâtre national. Son premier réalisateur fut Nino Furia, rejoint dans le rôle de co-réalisateur ou directeur artistique par Roberto Rebora, puis par Camillo Pilotto puis par Giannino Galloni.
En 1954, le nouveau siège du Théâtre Duse est inauguré et deux ans plus tard, l'institution prend le nom de Teatro Stabile della Città di Genova - Eleonora Duse.
Après les débuts dans les salles du Teatro Duse et du Politeama, avec la vente de ce dernier à une société privée, le nouveau siège institutionnel est construit en 1991 : le Teatro della Corte, à Corte Lambruschini, une grande salle moderne au cœur du centre-ville, à proximité de la gare de Brignole, où se mettent en scène les spectacles, produits ou accueillis, de plus grande ampleur et complexité. À partir de la saison 2000-2001, le théâtre s'est équipé de la Piccola Corte, un amphithéâtre transformable pouvant accueillir 250 personnes, qui a été monté sur la scène du Teatro della Corte pour accueillir les spectacles de la revue de théâtre contemporain qui, présente depuis plus de vingt années, c'est au fil du temps qu'il est devenu un rendez-vous pour découvrir de nouveaux auteurs et tendances du théâtre.
De 1955 à 2000, sous la direction d'Ivo Chiesa (avec Luigi Squarzina co-directeur de 1963 à 1976), le théâtre connaît une croissance constante. De 2000 à 2014, la direction passe à Carlo Repetti, avec Marco Sciaccaluga comme co-directeur, tandis qu'à partir de 2015, le nouveau directeur est Angelo Pastore, aux côtés duquel Marco Sciaccaluga est consultant artistique et directeur d'écurie. Sous la direction de Pastore et la présidence de Gian Enzo Duci (élu en février 2016), deux événements décisifs ont eu lieu : en janvier 2018, le Teatro Stabile di Genova a rejoint la compagnie du Teatro dell'Archivolto (qui gérait le Teatro Modena et la Sala Mercato) donnant naissance à une entité unique ; en mars 2018, le ministère du Patrimoine culturel a reconnu la nouvelle entité, avec quatre salles (Teatro della Corte, Teatro Duse, Teatro Gustavo Modena et Sala Mercato) comme nationale. Dès lors la nouvelle entité prend le nom de Théâtre National de Gênes. Le 5 novembre 2019, le conseil d'administration du Teatro Nazionale di Genova a nommé Davide Livermore comme nouveau directeur, en fonction depuis le 1er janvier 2020.
Tout au long de son histoire, le théâtre des écuries est devenu une garnison à forte vocation de production : jusqu'en décembre 2017, il a produit 383 spectacles, 132 avec des pièces italiennes et 251 avec des pièces étrangères. Le bâtiment associe des initiatives culturelles (revues et conférences) à la programmation théâtrale, comme le cycle de rencontres Le grandi parole proposé avec succès depuis vingt saisons.
Le public présent aux spectacles produits par le Teatro Stabile di Genova, tant sur place qu'en tournée, a fluctué entre 150 000 et 200 000 entrées par saison auxquelles il faut ajouter les données de fréquentation des spectacles accueillis sur place.
Les tournées s'ajoutent aux représentations sur place : le Teatro Stabile di Genova s'est produit dans plus de 300 villes italiennes tandis que plus de 60 villes étrangères ont été visitées, entre l'Europe, l'Amérique du Nord, centrale et du Sud, pour un total de 23 pays. Les épisodes marquants sont liés à la présence du théâtre dans les panneaux d'affichage des festivals européens (quatre fois à Paris au Théâtre des Nations et au Théâtre d'Europe, quatre fois au Festwoche de Zurich, deux fois au Holland Festival et puis au Festival d'Edimbourg, à celui d'Avignon, au World Theatre Season à Londres, au Festival Cervantino au Mexique), cinq tournées à Moscou, à Leningrad et dans les pays de l'Est, un voyage à New York (33 représentations), et lors de la tournée d'été Americana qui s'est tenue aux États-Unis, au Canada, en Argentine, au Brésil, à Cuba, au Mexique, au Pérou, en Uruguay et au Venezuela.

## Acteurs
La compagnie du Teatro Stabile di Genova a été marquée par la présence de protagonistes de la scène italienne qui ont caractérisé des périodes significatives de l'histoire du théâtre ligure : Enrico Maria Salerno, Valeria Valeri, Tino Buazzelli et Gastone Moschin dans les années 1950 ; Alberto Lionello, Lina Volonghi, Omero Antonutti, Camillo Milli et Eros Pagni dans les années 1960 et 1970, lorsque le Stabile gérait également le Teatrino de la Piazza Marsala, où certains protagonistes de l'avant-garde théâtrale ont également joué comme Carlo Quartucci, Giancarlo Nanni et Léo De Berardinis.
Dans les années 1980, Ferruccio De Ceresa et Elsa Albani sont également revenus à Gênes, tenant des rôles principaux dans les spectacles du Stabile. Dans les années 1990, la collaboration avec Mariangela Melato (vers laquelle se dirige l'école de théâtre depuis 2013) débute et se poursuit pendant une vingtaine d'années avec des succès tels que Phèdre, Le deuil sied à Électre d'Eugene O'Neill, Un tramway nommé Désir de Tennessee Williams, La Dame de chez Maxim de Feydeau et bien d'autres. Si Mariangela Melato a longtemps été la première actrice, le correspondant masculin a le visage d'Eros Pagni, protagoniste de nombreuses productions du Teatro Stabile dont Titus Andronicus, Mort d'un commis voyageur, Le Roi Lear, L'Illusion comique, Il sindaco del rione Sanità (it) d'Eduardo De Filippo. Beaucoup de ces spectacles ont remporté des prix de la critique italienne.
Parmi les autres acteurs les plus importants choisis par le Stabile au fil des ans figurent notamment Monica Vitti, Lea Massari, Giorgio Albertazzi, Vittorio Gassman, Gabriele Lavia, Glauco Mauri et Adriana Asti.